# Beauty and the Beast (film 1912)
Beauty and the Beast è un cortometraggio muto del 1912. Il nome del regista non viene riportato nei credit del film.

## Produzione
Il film fu prodotto dalla Rex Motion Picture Company.

## Distribuzione
Distribuito dalla Motion Picture Distributors and Sales Company, il film - un cortometraggio di una bobina - uscì nelle sale cinematografiche USA il 18 aprile 1912. La J.F. Brockliss lo distribuì nel Regno Unito il 7 settembre 1912.